# Нето, Жуан
Жуа́н Кусто́дио Силве́рио Не́то (порт.-браз. João Custódio Silvério Neto; 4 февраля 2003, Бразилия) — бразильский футболист, полузащитник одесского «Черноморца».

## Биография
Воспитанник «Падуано». С 2023 по 2024 год выступал за молодёжные команды бразильских клубов «Риу-Бранку» и «Галвез», а также за эмиратский «Эмирейтс». Взрослую футбольную карьеру начал в «Риу-Бранку», за который дебютировал 8 марта 2023 года в победном (1:0) домашнем поединке 1-го этапа группы A Лиги Акреано против «Пласида де Кастра». Жуан вышел на поле в стартовом составе, на 45+2-й минуте получил жёлтую карточку, а на 90+17-й минуте его заменил Витор. Первым голом во взрослом футболе отличился 15 апреля 2023 года на 56-й минуте победного (2:0) домашнего поединка 1-го тура 2-го раунда Лиги Акреано против «Сан-Франсиско». Нето вышел на поле в стартовом составе, а на 80-й минуте его заменил Витор. В сезоне 2023 провёл 9 матчей и отличился 2-мя голами в Лиге Акреано.
В августе 2024 года присоединился к «Черноморцу». В одесском клубе дебютировал 26 августа 2024 года в проигранном (0:1) выездном поединке 4-го тура Премьер-лиги Украины против столичного «Левого берега». Жуан вышел на поле на 69-й минуте вместо Ивана Петряка.